# Рыболовство на Кубе
Рыболовство исторически является одной из значимых отраслей экономики Кубы.

## История
Для острова Куба характерны глубокие заливы и бухты, удобные для создания портов. Прибрежные воды богаты рыбой, но многочисленные коралловые рифы представляют серьёзную опасность для судоходства (и являются фактором, ограничивающим лов рыбы в прибрежных водах).
Обитавшие на острове племена индейцев занимались охотой, рыболовством и земледелием задолго до прибытия экспедиции Х. Колумба, после завоевания острова испанскими конкистадорами ловом рыбы начали заниматься и колонисты.

### 1898—1958
В 1898 году, после окончания войны за независимость Куба перешла под контроль США (американская оккупация острова продолжалась до 1902 года, а в 1903 году была принята «поправка Платта», разрешавшая США вводить на Кубу войска без санкции со стороны правительства). Таким образом, Куба была фактически превращена в полуколонию США.
В начале 1950-х годов Куба по-прежнему оставалась отсталой страной с монокультурным сельским хозяйством, в котором выращивание сахарного тростника в ущерб основным продовольственным культурам заставляло ввозить 35% потребляемого продовольствия (в том числе, почти целиком - пшеницу, рис и кукурузу). В это время рыболовство имело небольшое значение. Куба обладала большими возможностями (территориальные воды были богаты рыбой), но ежегодно ввозила рыбы на 2,5 млн. песо. Из-за отсутствия холодильных установок и транспорта рыболовецкий промысел был малопроизводителен. Рыболовный флот состоял из небольшого количества рыболовных судов и 2,5 тыс. лодок, в значительной степени обветшавших. Общее количество рыбаков составляло 9 тыс. человек, ещё 7 тыс. человек были заняты на рыбных промыслах и переработке рыбы. Помимо рыбы, некоторое значение имела также добыча морской губки (в заливе Батабано и у побережья возле города Кайбарьен, добытая губка уходила в основном на экспорт).
В 1958 году улов рыбы составил 21,9 тыс. тонн.

### 1959—1991
После победы Кубинской революции в январе 1959 года США прекратили сотрудничество с правительством Ф. Кастро и стремились воспрепятствовать получению Кубой помощи из других источников. Власти США ввели санкции против Кубы.
Поскольку в 1959 году Куба являлась отсталой аграрной страной с преобладанием экстенсивного сельского хозяйства и избытком малоквалифицированной рабочей силы (четверть взрослого населения была неграмотной), используемой сезонно. У республики не было реальных возможностей (необходимых накоплений для капиталовложений, валютных резервов и квалифицированной рабочей силы) для быстрой индустриализации и создания многоотраслевой экономики, в первые годы после революции был взят курс на преимущественное развитие и техническое оснащение традиционных отраслей сельского хозяйства, а также связанных с ним пищевых производств.
Интенсивное развитие рыболовства началось уже в 1959 году, однако положение в отрасли осложнил отказ США продавать Кубе нефть и нефтепродукты. В этих условиях, с 1960 года началось сближение Кубы с СССР и другими социалистическими государствами. В мае 1960 года американские компании «Эссо стандарт ойл» и «Texaco Oil» и английская «Бритиш датч шелл» прекратили ввоз нефти на Кубу и дали указания своим заводам не перерабатывать нефть из СССР, а 10 октября 1960 года правительство США установило полное эмбарго на поставки Кубе любых товаров (за исключением продуктов питания и медикаментов).
4 августа 1962 года в Гаване был подписан советско-кубинский протокол о оказании СССР безвозмездной технической помощи в развитии промышленного рыболовства. Кроме того, в течение 1962 года у берегов Кубы действовала советская рыболовная флотилия из пяти кораблей, что позволило улучшить продовольственное снабжение Кубы. 25 октября 1962 года было подписано соглашение о помощи СССР в строительстве рыболовного порта в районе Гаваны и о сотрудничестве между Кубой и СССР в организации морского рыболовства.
Во время Карибского кризиса в октябре 1962 года корабли военно-морского флота США установили военно-морскую блокаду Кубы в виде карантинной зоны в 500 морских миль вокруг берегов Кубы, блокада продолжалась до 20 ноября 1962 года. Имевшее основания опасаться возобновления блокады острова в условиях продолжавшейся "холодной войны", правительство активизировало деятельность по достижению продовольственной независимости страны от импорта продовольствия.
В 1963 году улов рыбы составил 42,1 тыс. тонн.
К началу 1970-х годов в развитии рыболовства были достигнуты значительные успехи. Были созданы рыболовные кооперативы, обладавшие современным флотом и холодильными установками; освоены новые зоны рыболовства, расположенные в международных мелких водах; создана судостроительная и судоремонтная промышленность, основными центрами которой были предприятия в Карденасе, Гаване и Мансанильо, где строили главным образом рыболовные суда (до 1959 года машиностроение на Кубе практически отсутствовало). Кроме того, при помощи СССР была построена рыбная гавань с комплексом береговых сооружений в Гаване.
В 1970 году рыболовецкий флот страны насчитывал свыше 3,2 тыс. судов. В 1972 году улов рыбы составлял 139 тыс. тонн, основными промысловыми рыбами в это время были тунец, бонито и меч-рыба. Промышляли также акул, ракообразных (главным образом лангустов и креветок), осьминогов, кальмаров, добывали морских губок и др..
В июле 1972 года Куба вступила в Совет экономической взаимопомощи, и правительством Кубы была принята комплексная программа социалистической экономической интеграции. Заказывать строительство новых судов в других странах СЭВ было более выгодно, чем строить их самостоятельно, поэтому кубинская промышленность занималась в основном судоремонтом (хотя уже могла строить рыболовные суда на верфях в Карденасе и Мансанильо), и к началу 1980-х годов большую часть судов рыболовного флота по-прежнему составляли суда зарубежной постройки.
В 1976-1980 годы среднегодовой улов рыбы составлял около 170 тыс. тонн.
В начале 1980-х годов Куба обеспечивала себя рыбой и морепродуктами, а также занималась их экспортом. Рыболовный флот страны состоял из нескольких десятков кораблей, способных вести лов в открытом море, а также нескольких сотен небольших судов по ловле креветок в прибрежных водах. В это время страна вела промысел рыбы в открытых водах Атлантического океана, Карибском море и Мексиканском заливе, а также вблизи островов Кубинского архипелага, где наряду с рыбой добывали лангуст и креветок. Основными промысловыми видами рыб в это время являлись тунец, треска и мерлуза; по добыче лангуст Куба занимала одно из первых мест в мире. Основной базой рыболовного флота была Гавана, предприятия по переработке рыбы находились на западе страны (в Гаване и на берегах залива Батабано), а также на востоке (на берегах залива Гуаканаябо). 
В 1983 году улов рыбы и морепродуктов составил 208 тыс. тонн, в 1984 году - 200 тыс. тонн, в 1985 году - 219 тыс. тонн, в 1986 году - 244,6 тыс. тонн, в 1989 году - 191,9 тыс. тонн.

### После 1991
Распад СССР и последовавшее разрушение торгово-экономических и технических связей привело к ухудшению состояния экономики Кубы в период после 1991 года. Правительством Кубы был принят пакет антикризисных реформ, введён режим экономии. Началось сокращение рыболовного флота и улова рыбы.
В октябре 1992 года США ужесточили экономическую блокаду Кубы и ввели новые санкции (Cuban Democracy Act). 12 марта 1996 года конгресс США принял закон Хелмса-Бёртона, предусматривающий дополнительные санкции против иностранных компаний, торгующих с Кубой. Судам, перевозящим продукцию из Кубы или на Кубу, было запрещено заходить в порты США.
В 2006 году общий улов рыбы и морепродуктов составил 54,8 тыс. тонн (в том числе, 37,2 тыс. тонн рыбы и 5,8 тыс. тонн креветок); рыбоконсервная промышленность по-прежнему оставалась значимой отраслью пищевой промышленности, обеспечивавшей не только население Кубы, но и экспорт рыбных консервов.